# Sulamita
Sulamita es un nombre propio femenino de origen hebreo (shûlammîth), que significa «la mansa» o «la pacífica».

## Origen
Nativa de Sulem, que tal vez sea Sunem, por el hecho de que dicha ciudad se conocía como Sulem en los días de Eusébio (s IV d. C.). Este nombre aparece en el Cantar de los Cantares (6:13) para referirse a una joven. Se dice que Salomón usó dicho nombre para referirse a la belleza de la joven.